# Trochalopteron yersini
El  charlatán de Yersin (Trochalopteron yersini) es una especie de ave paseriforme en la familia Leiothrichidae endémica de Vietnam, en el sureste de Asia.

## Distribución geográfica y hábitat
Es una especie endémica de Vietnam.
Su hábitat natural son los bosques montanos húmedos tropicales y las zonas arbustivas tropicales de altitud elevada.
Se encuentra amenazado por pérdida de hábitat.